# Nœud (lien)
Pour les articles homonymes, voir nœud.

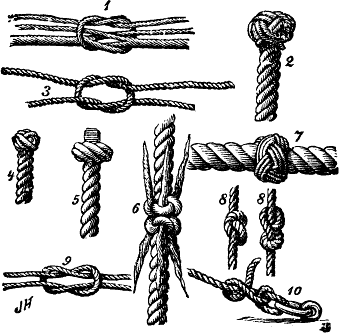
Nœuds dans "Nordisk familjebok", 1911: 1. Épissure 2. Nœud de tire-veille 3. Nœud en queue de cochon 4. Wall and crown knot 5. Nœud de ride 6. Nœud de hauban 7. Bonnet turc 8. Demi-nœud, Nœud en huit 9. Nœud plat 10. Nœud de grappin

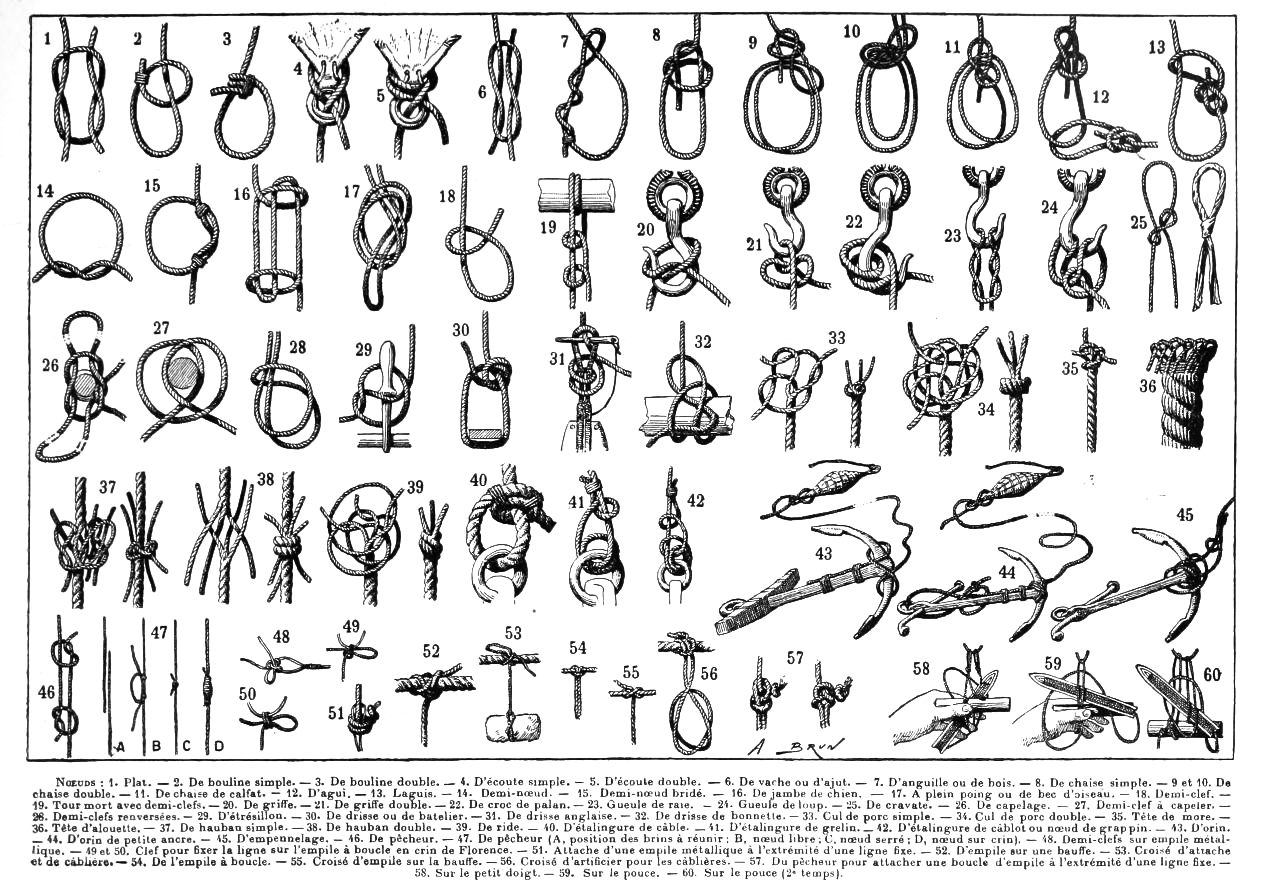
Nœuds dans « Le Larousse pour tous », 1909.

Un nœud est l'enlacement ou l'entrecroisement d'une ou de plusieurs cordes, ou tout autres objets flexibles et de forme filaire (comme un fil, une sangle, un câble, un ruban, etc.).
Suivant sa configuration, il peut avoir des propriétés très diverses le rendant utile ; par exemple, pour assembler plusieurs cordages entre eux, pour amarrer un cordage à un objet, pour lier deux objets entre eux ou former un amas solide, ou décoratif.
Depuis que les liens et cordes existent, certains nœuds courants sont utilisés depuis toujours dans de nombreux domaines, liés en particulier à la sécurité. L'art des nœuds et leur diversité, associé à la transmission de leur technique de réalisation, étant un élément essentiel du matelotage, ils trouvent principalement leur essor dans la marine à la voile puis dans le nautisme de sport ou de loisir en général. D'autres activités comme le scoutisme, l'alpinisme, le canyoning, l'escalade, la spéléologie, la pêche, le camping et les arts décoratifs faisant usage de cordes ont repris à leur compte certains nœuds maritimes, on adaptés leur techniques de réalisation et en ont développé d'autres.
Le nommage des nœuds et la terminologie pour leur conception relève à l'origine du monde maritime français et anglais principalement. Ensuite, certaines activités modifient la terminologie ou le nommage à leur propre compte pour plus de compréhension dans leur domaine propre. Chaque nœud bénéficie alors d'un nom principal qui sert au référencement et reste compréhensible par les spécialistes de l'usage des cordes sportifs et professionnels. Ensuite les noms d'usage font aussi partie de la terminologie afin que chaque nœud reste facilement compréhensible.
Même si leur utilisation spécifique tend parfois à disparaître au profit d'équipements spécialisés, leur connaissance reste souvent importante pour certaines activités, et primordiale dans certaines professions et situations inhabituelles, d'urgence ou de secours.

## Histoire
Un nœud de cabestan autour d'un hameçon datant de 10 000 ans est trouvé au Danemark puis un nœud de chaise est retrouvé dans un filet de pêche datant de 7200 av. J.-C. en Finlande. À partir de l'Antiquité, 3000 av. J.-C., les différentes civilisations se succèdent et développent l'utilisation des nœuds pour la navigation à voile.

## Vocabulaire des nœuds

### Nommage

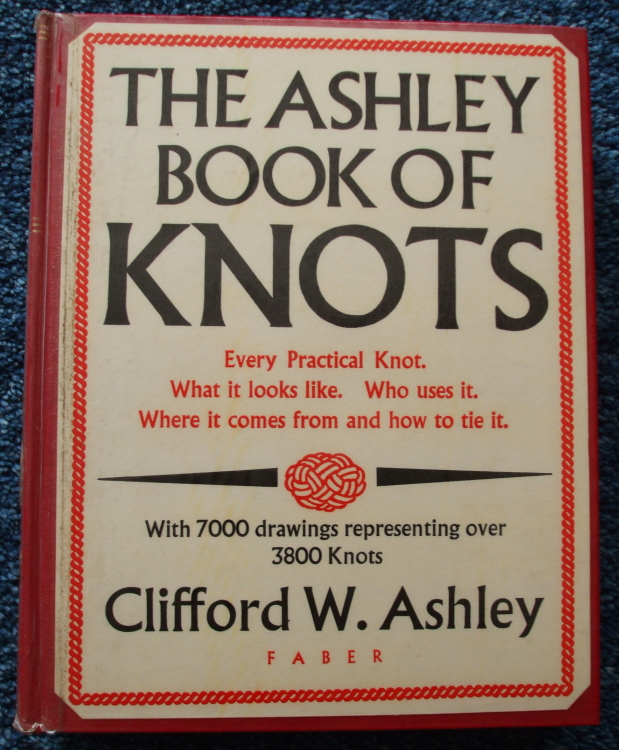
Couverture du Grand livre des nœuds (ABoK : The Ashley Book of Knots) de Clifford W. Ashley publié en 1944 comprend plus de 7000 dessins et plus de 3800 nœuds.

le Grand livre des nœuds (ABoK : The Ashley Book of Knots) de Clifford W. Ashley comprend 3854 nœuds et reste la référence pour le nommage des nœuds. Toutes les activités utilisant des nœuds ne les utilisent pas tous. Par exemple, un cordiste n'en utilise qu'une trentaine.

L’ordre des termes employé pour son nommage est important ainsi que le terme utilisé pour le nommer. Par exemple, pour un marin, un nœud de plein poing, au sens main fermée, est composé d'une ganse qui passe dans un nœud de boucle ; l'alpiniste utilisera alors le nom de queue de vache. Aussi, le nom précis du nœud associé à sa méthode de réalisation maîtrisée dans certaines professions doit être un élément fiable et reconnu, pas seulement pour le pratiquant mais pour tous ceux autour de sa pratique qui assure la sécurité de l'activité.

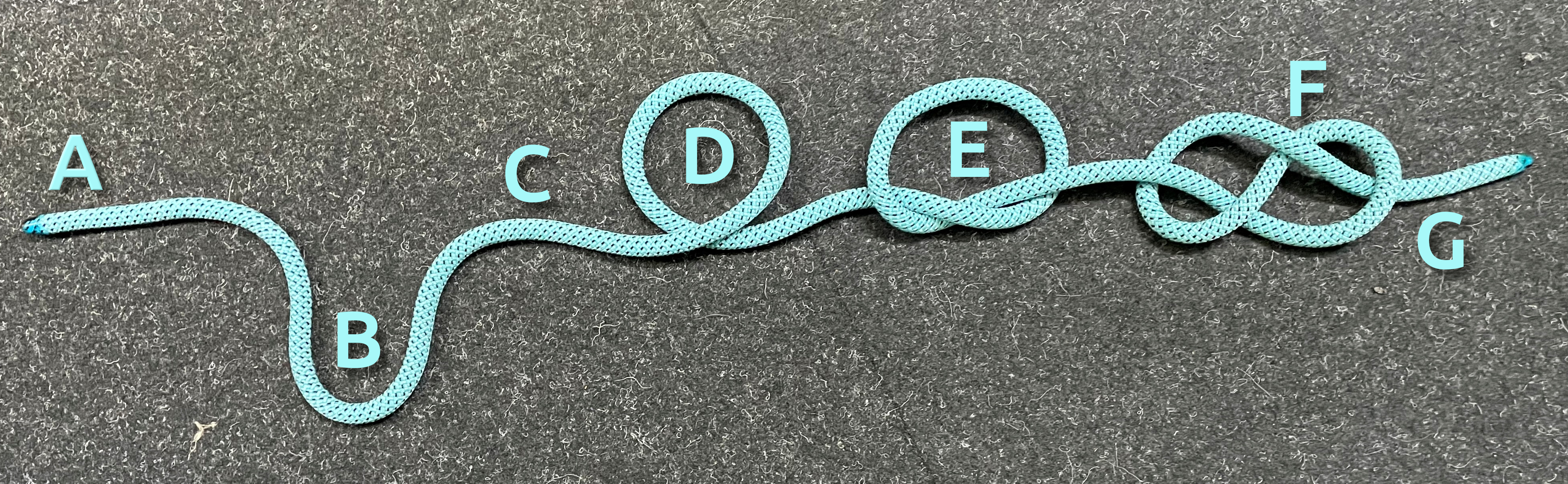
A:courant, B:ganse, C:dormant, D:boucle, E:nœud simple ou demi-nœud, F:nœud de huit, G:extrémité engagée

### Terminologie
La terminologie des nœuds est un élément de la pratique des nœuds, où les termes de base sont déjà nécessaires et essentiels pour accéder aux explications de leurs réalisation et à leur mémorisation. Ensuite viennent des notions plus complexes comme les croisements et les chevauchements, et leur bonne réalisation qui fait la différence entre un nœud qui tient et un nœud qui ne tient pas et peut être dangereux. C'est aussi un socle indispensable pour ensuite bien transmettre ces techniques. 
Sur juste un bout de corde, en première approche, il est essentiel de connaître et reconnaître visuellement les différents noms : courant, ganse, dormant, boucle, nœud simple, nœud en huit, extrémité engagée, etc.. Les termes marins des nœuds, socle du matelotage, sont une référence dans le domaine des nœuds, par rapport à leurs histoire et l'importance qu'ils ont sur un bateau de plaisance ou professionnel.

## Éléments d'un nœud

### Courant et dormant

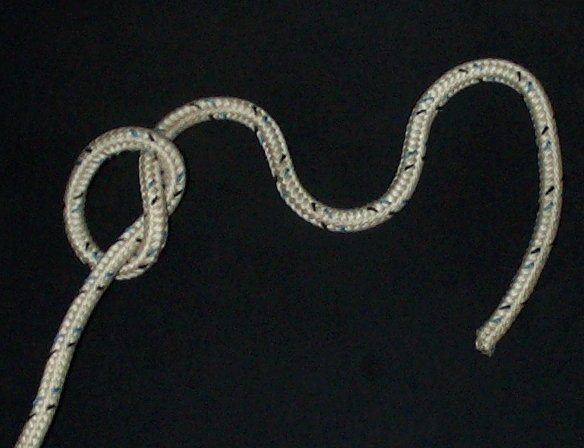
Le courant désigne l'extrémité libre (à droite), l'autre étant le dormant.

Le courant est l'extrémité d'un bout qui sert à tisser le nœud. Cette extrémité est à opposer au dormant qui, lui, est fixe et généralement lié à une pièce du gréement.
Le dormant est l'extrémité d'un bout qui est supposée fixe. Elle peut être liée à une pièce du gréement. Cette extrémité est à opposer au courant qui sert réellement à tisser le nœud.

### Tour mort et boucle
On distingue principalement les boucles et les tours morts, qui peuvent être multiples. On réalise un tour mort généralement pour répartir le frottement sur une plus grande longueur de corde. Ainsi, pour amarrer un navire sur un anneau, on réalisera un tour mort pour préserver l'amarre du frottement et ainsi réduire son usure.

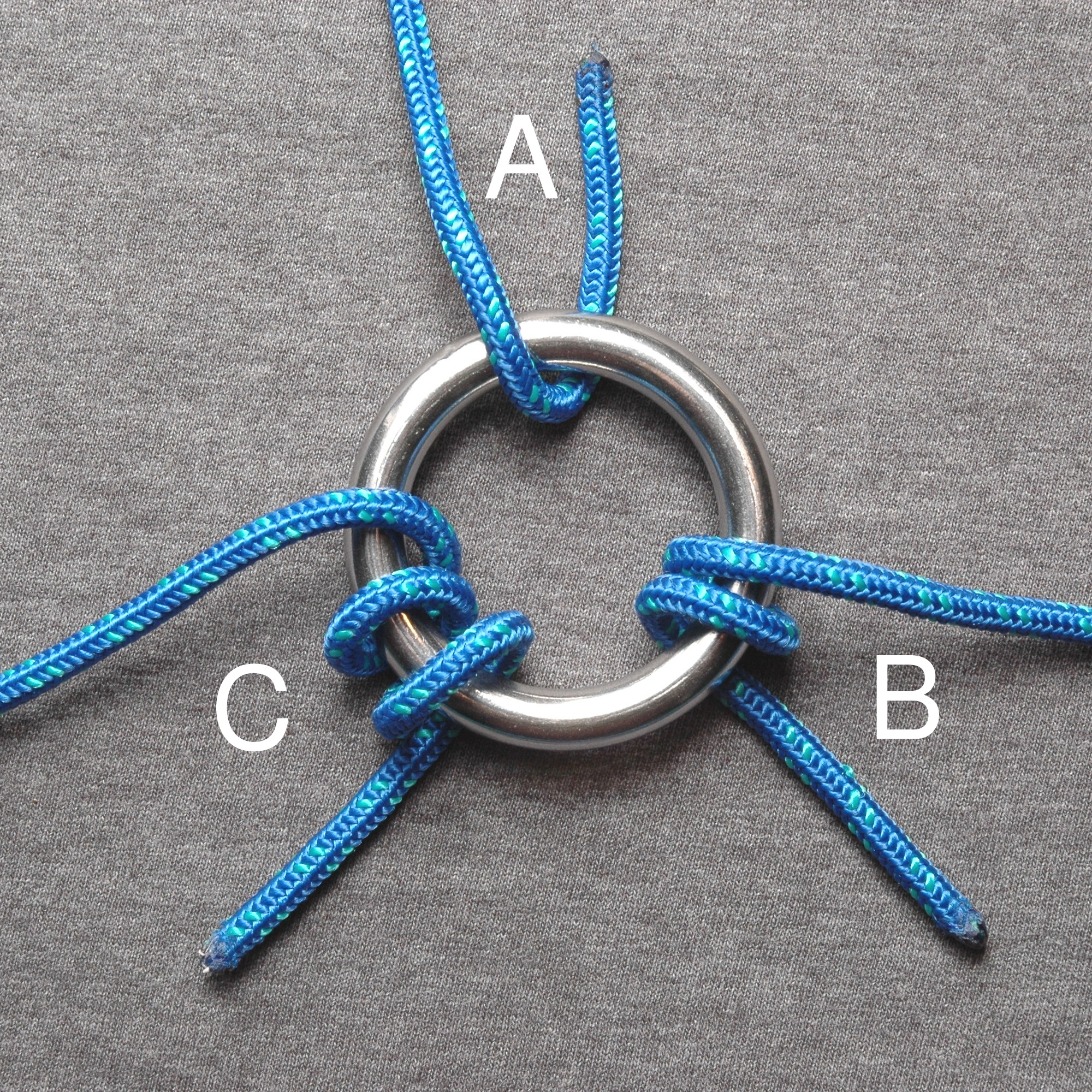
A : ganse B : tour mort C : deux tours morts

### Ganses
La ganse est le nom donné à une portion de cordage courbée, sans croisement ou chevauchement ; on parlera alors plutôt d'œil ou de spire.
Un nœud est dit gansé lorsque l'on fait revenir l'une des deux extrémités d'un nœud sur elle-même au travers du nœud sans la croiser avec une autre extrémité ou boucle.
Lorsque l'on tire sur l'extrémité gansée, le nœud peut être défait car la boucle est coulante. De nombreux nœuds (en général des nœuds d'arrêt ou d'ajut) disposent ainsi d'une version « gansée » (en principe un nœud de boucle), simplement dénommée comme telle ou disposant d'un nom spécifique.
Le nœud ainsi formé peut avoir pour utilité, lorsque l'on tire sur l'extrémité coulante, d'être rapidement défait si la boucle est libre d'entrave, ou au contraire de former un lien solide si la boucle est entravée. Ce qui est notamment le cas dans le nœud de pendu, qui peut être facilement défait si la boucle est libre, mais qui se resserre autour de l'entrave sous le poids du pendu.
Exemples :
- demi-nœud / nœud de galère (qui est un demi-nœud gansé) ;
- nœud en queue de singe / nœud de pendu (qui est un nœud en queue de singe gansé en inversant le courant et le dormant) ;
- nœud plat / nœud de rosette (qui est un nœud plat doublement gansé - généralement utilisé pour lacer les chaussures).

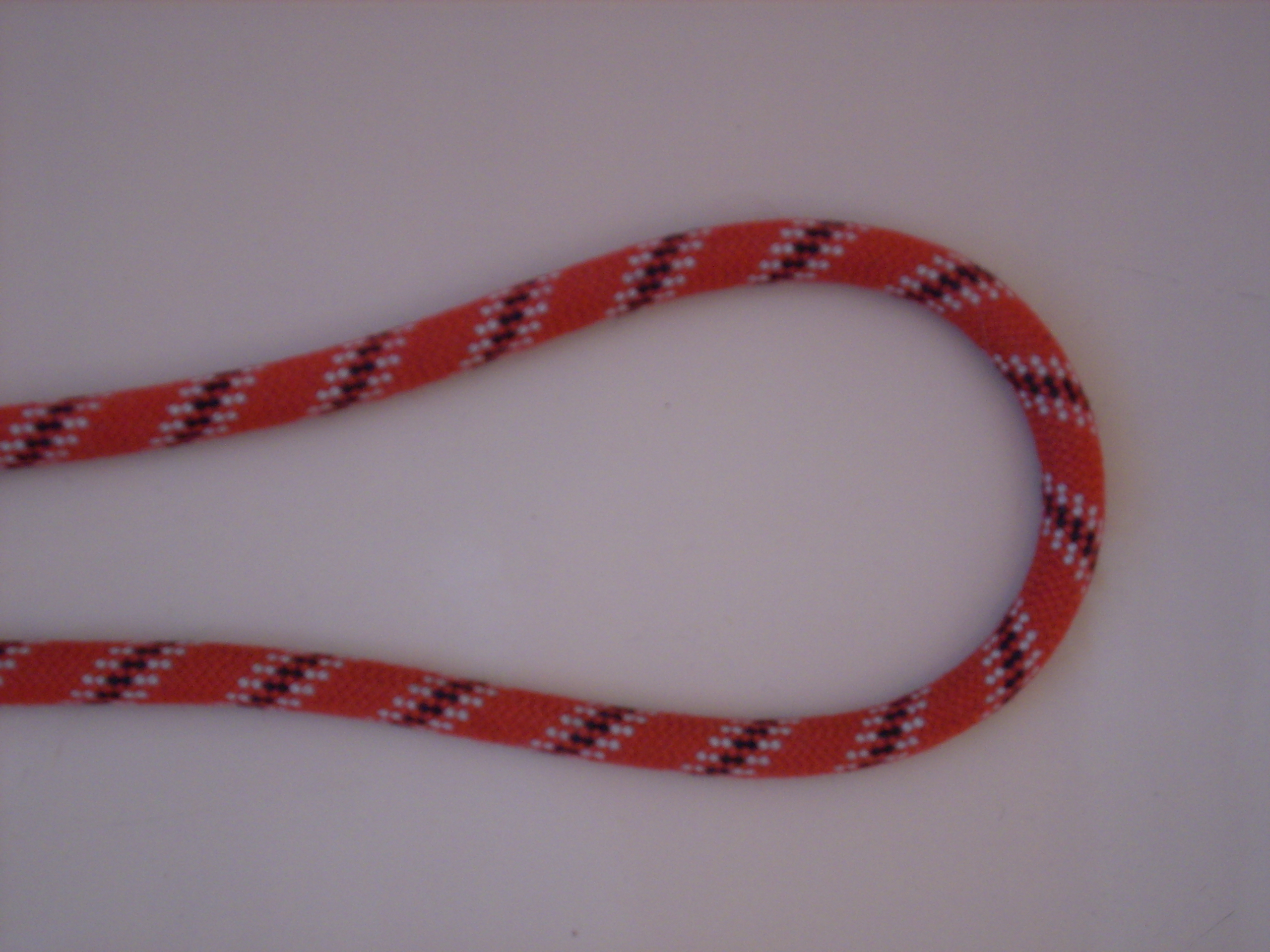
Une ganse sur une corde.
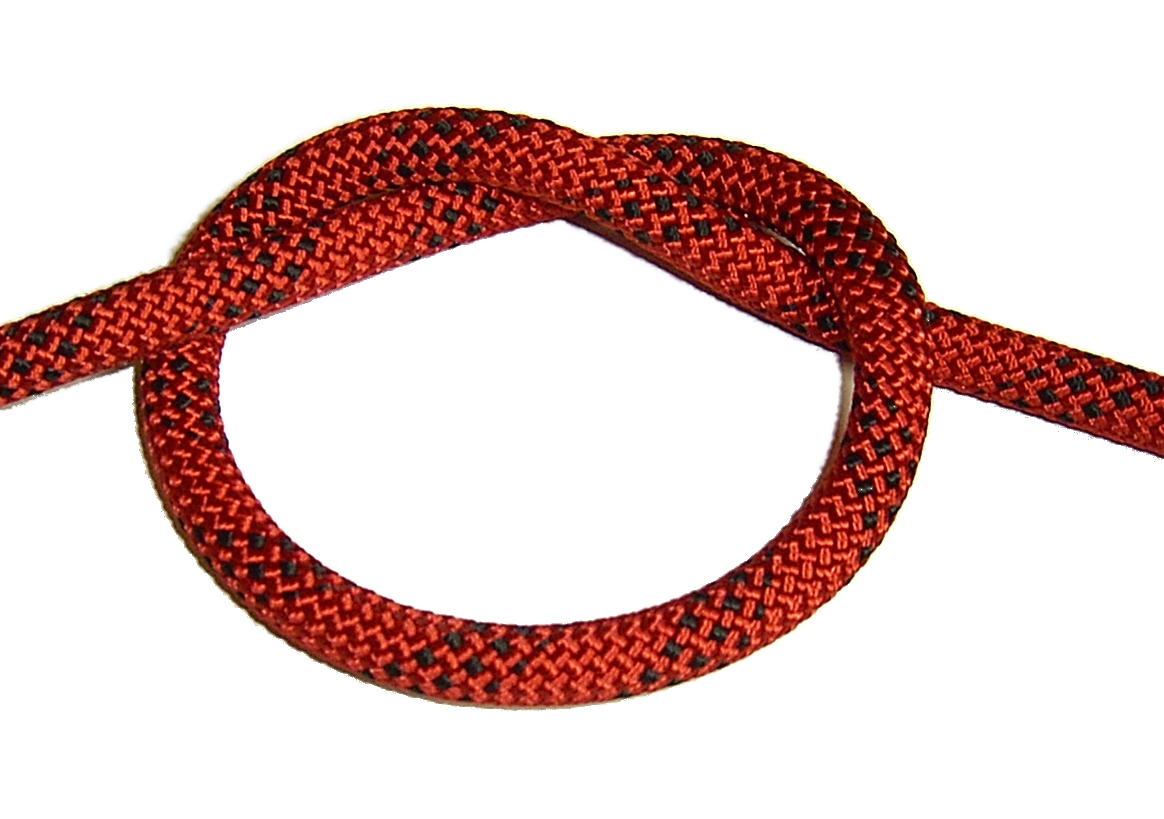
Un demi-nœud…
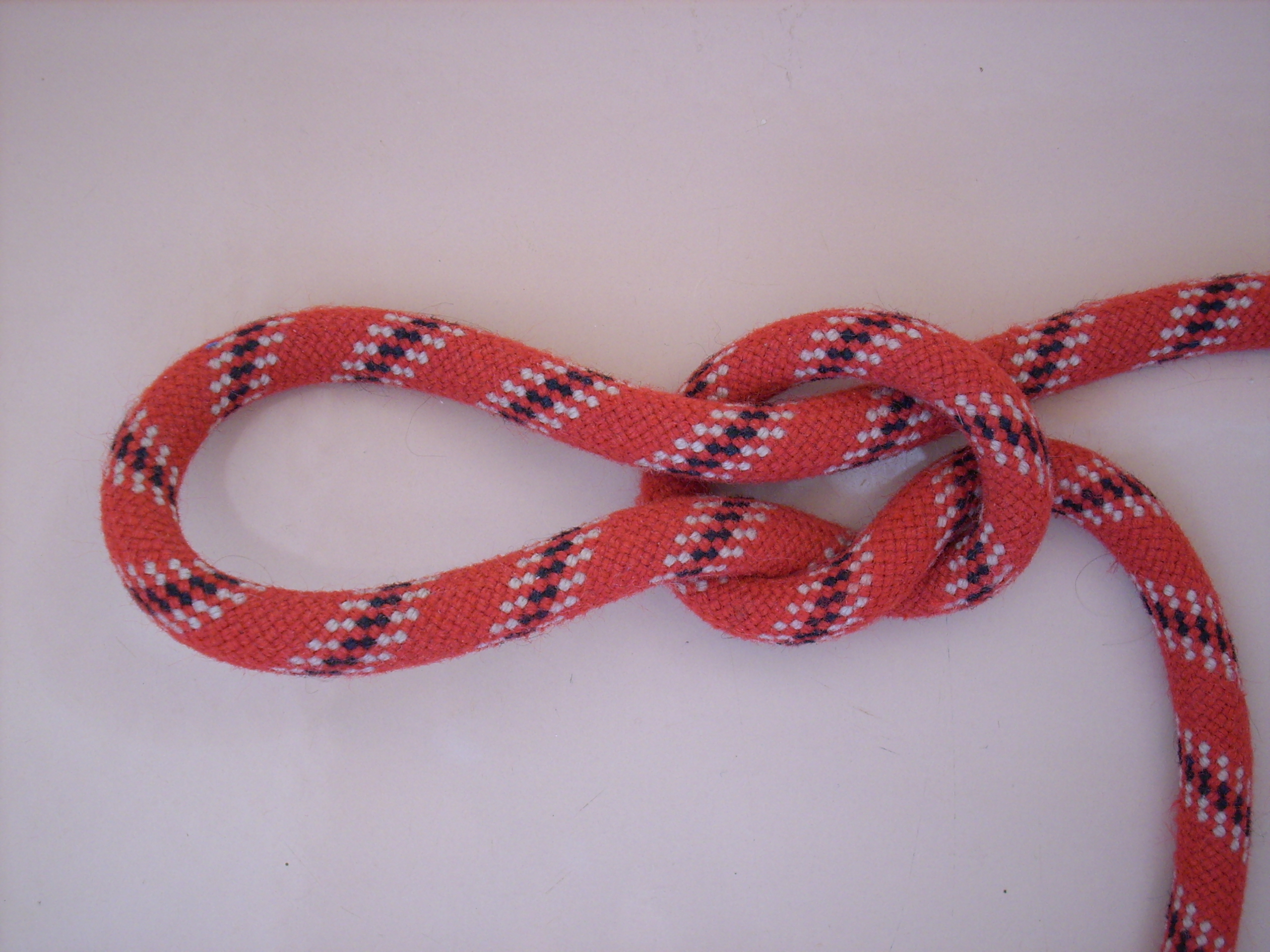
… et sa version gansée.

Cette portion de cordage courbée donne son nom a une pâtisserie niçoise qui en prend la forme, les ganses du Carnaval de Nice.

### Demi-clé
La demi-clé correspond au passage du cordage sous lui-même.

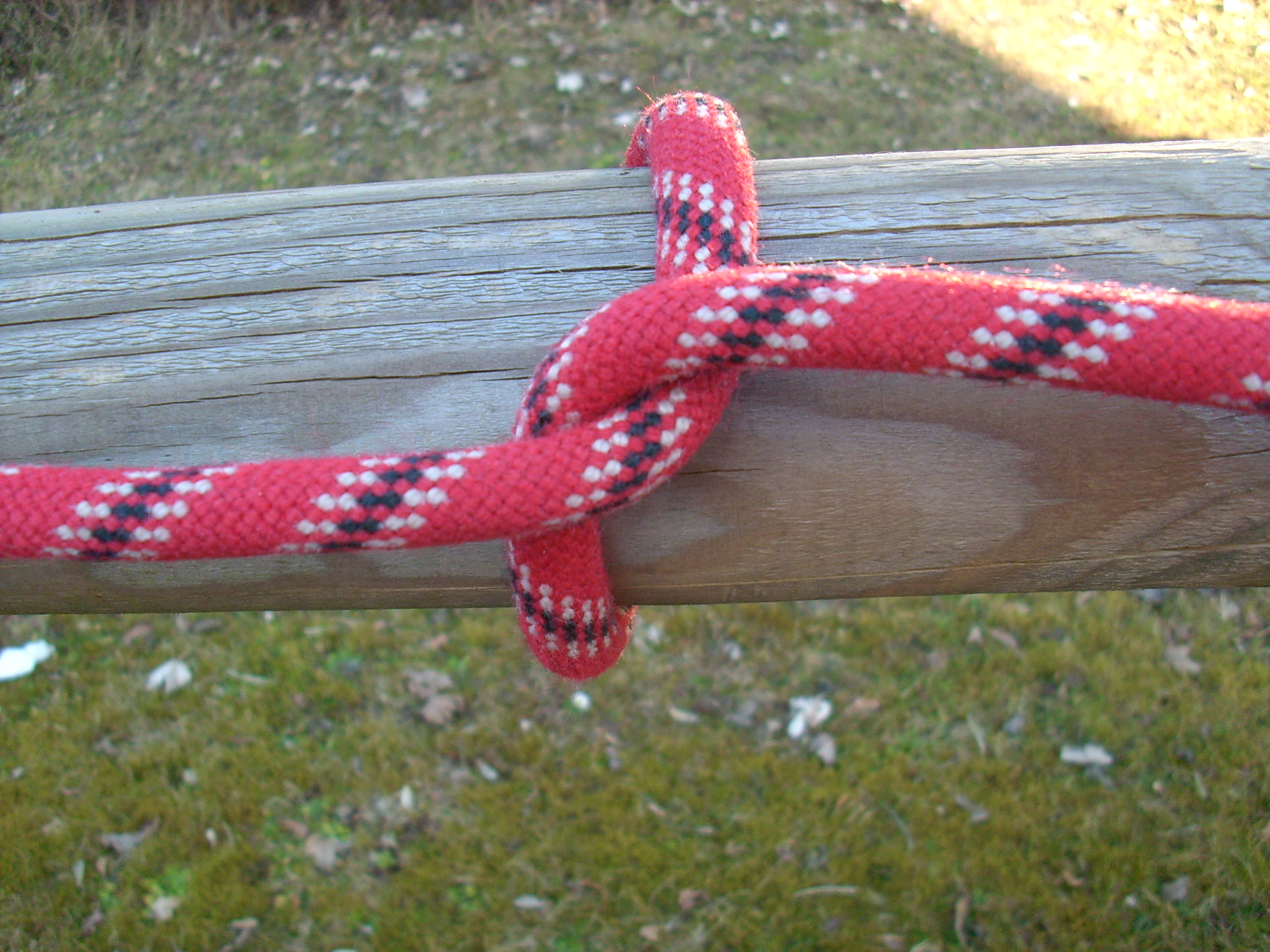
Demi-clé utilisée pour serrer une barre.
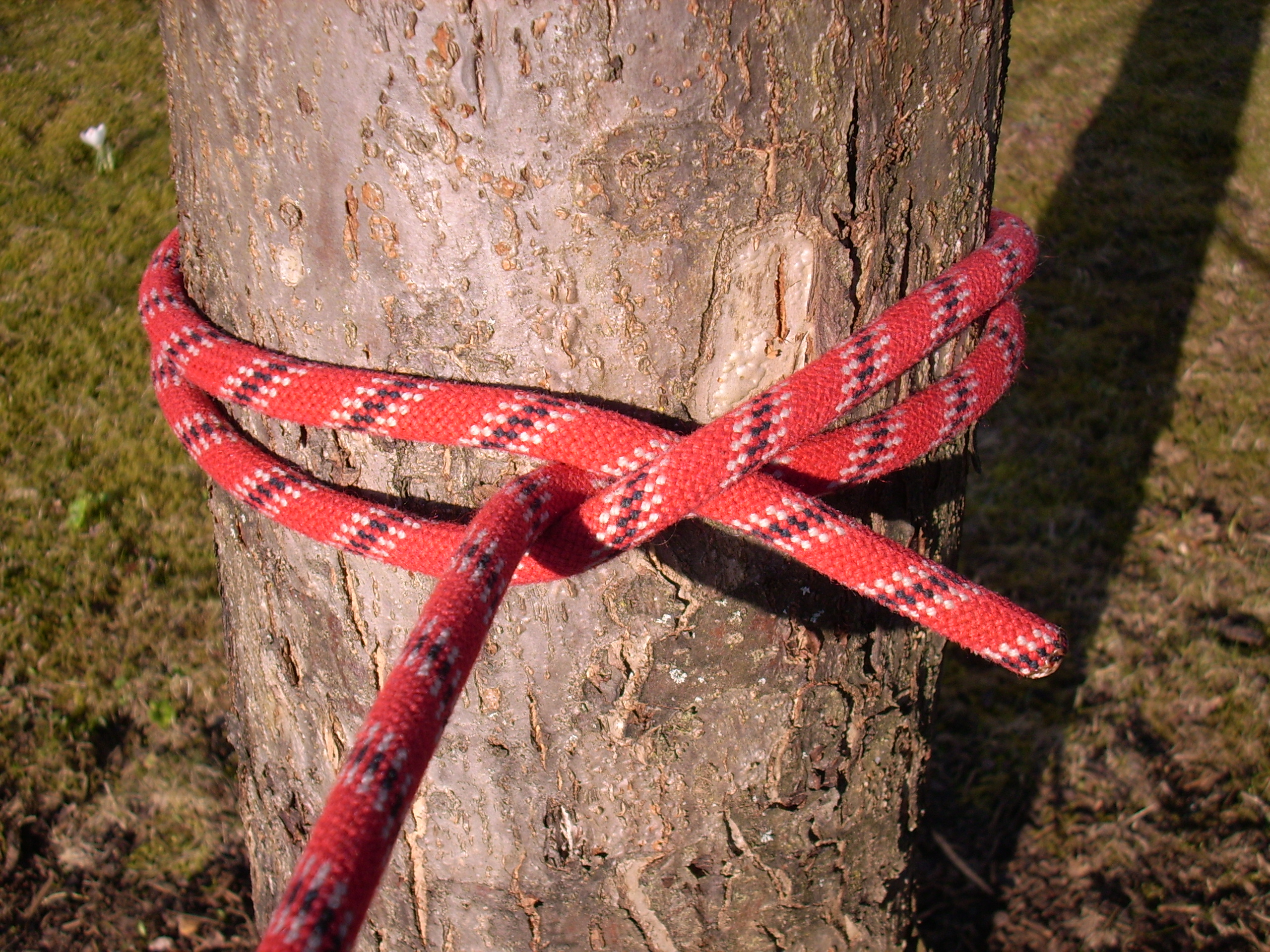
Nœud de cabestan formé par deux demi-clés.

## Propriétés
Parmi les très nombreuses possibilités de nouage, certains critères permettent d'évaluer et de choisir quel nœud convient le mieux, pour quel usage, dans quel contexte, avec quelles limites propres à la corde, au nœud lui-même et l'objet éventuel à lier. Il est nécessaire alors de trouver la meilleure  adaptation ou précautions. Les éléments environnementaux que peuvent être le milieu sec, humide, poussiéreux, boueux, abrasif, agressif, glissant peuvent influer et interagir avec la qualité, le diamètre ou la composition de la corde ou de la cordelette choisie.
Outre ces critères, la solidité du nœud est primordiale, si le nœud fragilise la corde, surtout en cas de violent à-coups ; ainsi si une corde à une résistance de par exemple de 20 kN avec une nœud de cabestan, elle ne serait plus que de moitié, alors que pour un nœud de chaise on obtient une résistance exceptionnel de 89%,. Sa résistance au glissement est un argument important car, même sans tension, un nœud peut-il rester en place, par exemple pour un hamac. La possibilité ou la nécessité de le défaire sont encore des éléments qu'il est important pour divers arguments de sécurité, de réglages avec par exemple, même après forte tension, il est nécessaire de récupérer la corde après avoir amarré. La facilité de nouage, avec l'urgence à faire un nœud et probabilité de faire une erreur ou de devoir l'effectuer à une main sont des éléments pouvant induire un changement de technique ou de choix de nœud. La probabilité de produire par erreur un nœud dangereux car faussement solide, non glissant ou mal exécuté peut engendrer des risques et ainsi jouer aussi sur sa résistance liée à l'usure due ou non au frottement de la corde.

## Classification
La classification des nœuds a été nécessaire avec l'apparition de livres cherchant à recenser les nœuds. Si la classification de certains nœuds ne fait pas toujours l'unanimité, plusieurs catégories ont été définies tels les nœuds d'arrêt, d'ajut, de capelage, d'amarrage, en boucle et décoratifs.

### Nœuds d'arrêt
Les nœuds d'arrêt sont formés par un entrelacement de la corde sur elle-même. Ils forment un amas d'un diamètre supérieur à celui de la corde. Cela a pour effet d'arrêter une corde lorsqu'elle file dans un trou ou une poulie, ou permet de prendre appui dessus lorsqu'on grimpe à la corde. Ces nœuds permettent également de marquer une distance sur la corde (corde à treize nœuds), ou simplement de la décorer.
À l'extrémité d'une corde, le nœud permet d’empêcher la corde de se décommettre (en place d'une surliure).
Les nœuds de taille conséquente permettant de lester l'extrémité d'un cordage peuvent également être classé dans cette catégorie.
Quelques nœuds d'arrêt :
- demi-nœud (le nœud de base) ;
- nœud en huit (ou nœud de huit) ;
- nœud double.

### Nœuds d'ajut
Les nœuds d'ajut en matelotage ou nœuds de jonction dans le domaine de la verticalité servent à lier une corde à une autre, ou par exemple pour réparer une corde cassée ainsi qu'attacher les deux extrémités d'un lacet.
Pour choisir le bon nœud, il faut tenir compte du diamètre respectif de chaque corde, de la facilité à faire, défaire le nœud, de la tension par à-coups ou continue qu'il doit supporter.
Quelques nœuds d'ajut :
- nœud d'écoute ;
- nœud plat ;
- nœud de pêcheur ;
- nœud de Carrick.

### Nœuds de capelage
Les nœuds de capelage ont pour raison de maintenir les objets entre-eux solidement tel le brêlage ou la surliure.
Quelques nœuds de capelage :
- nœud plat ;
- nœud de chirurgien ;
- nœud de traverse ;
- brêlage en carré ou en croix ;
- surliures ;

### Nœuds en boucle
Les nœuds en boucle sont faits en entrelaçant la corde sur elle-même de manière à faire apparaître une ou plusieurs boucles.
La boucle peut servir soit à fixer à la corde un objet via cette boucle tel un anneau (échelle de corde, mousqueton, œillet, etc.), soit la boucle sert à entourer un objet (bitte d’amarrage, arbre, lasso, etc.).
Leurs usages sont multiples, de l'amarrage des bateaux à l'encordement des alpinistes. Un nœud de boucle réalisable en milieu de corde peut aussi servir à la raccourcir, ou isoler une partie endommagée.
Quelques nœuds en boucle :
- nœud de chaise ;
- nœud de plein poing, un demi-nœud sur une corde doublée, la plus facile façon de faire une boucle ;
- nœud en double huit, nœud d'encordement en escalade ;
- nœud de fusion, utilisé en spéléologie en tête de puits ;
- nœud de papillon alpin, boucle perpendiculaire en milieu de corde ;
- nœud de Sylvain (variante du nœud de chaise).

On distingue les nœuds coulants : 
- nœud de galère, ou demi-nœud gansé ;
- nœud de pendu ;
- nœud double gansé, nœud coulant sur mousqueton servant à confectionner une longe.

### Nœuds d'amarrage
Les nœuds d'amarrage sont faits en entrelaçant la corde autour d'un objet. Ils peuvent servir à l'amarrage, au soulèvement et transport d'objets, mais aussi à l'assurage et auto-assurage en escalade. Les nœuds autobloquants que l'on trouve dans cette catégorie sont utilisés par les alpinistes pour assurer la descente en rappel. Ils sont généralement faits à l'aide d'une corde de faible diamètre sur la corde de rappel.
Quelques nœuds d'amarrage :
- nœud de cabestan (un des nœuds les plus classiques, les deux brins se serrent indépendamment sous la traction) ;
- nœud de grappin (pour attacher une ancre) ;
- nœud de bois (pour le transport des troncs) ;
- nœud d'élingue (pour le transport des gourde et bouteille) ;
- nœud de Machard (nœud autobloquant) ;
- nœud de Prusik (nœud autobloquant dans les deux sens) ;
- nœud de taquet (un classique de la voile).

### Nœuds décoratifs
Les nœuds décoratifs sont appréciés pour leurs qualités esthétiques (forme, symétrie, etc.) :
- le bonnet turc ;
- nœud chinois ;
- nœud de poing de singe ;
- les nœuds de cravate.

### Nœuds de rangement
Les nœuds de rangement sont utilisés pour ranger facilement le cordage sans l'emmêler. Il peut aussi être utilisé pour lancer la corde à quelqu'un :
- glène de matelot ;
- nœud de chaînette.

## Représentation
Les nœuds ont inspiré de nombreux motifs décoratifs en frise, notamment chez les celtes et en mosaïque.
Ils sont aussi représentés en héraldique (par exemple le nœud de Savoie), sur des drapeaux, ou des insignes scoutes.

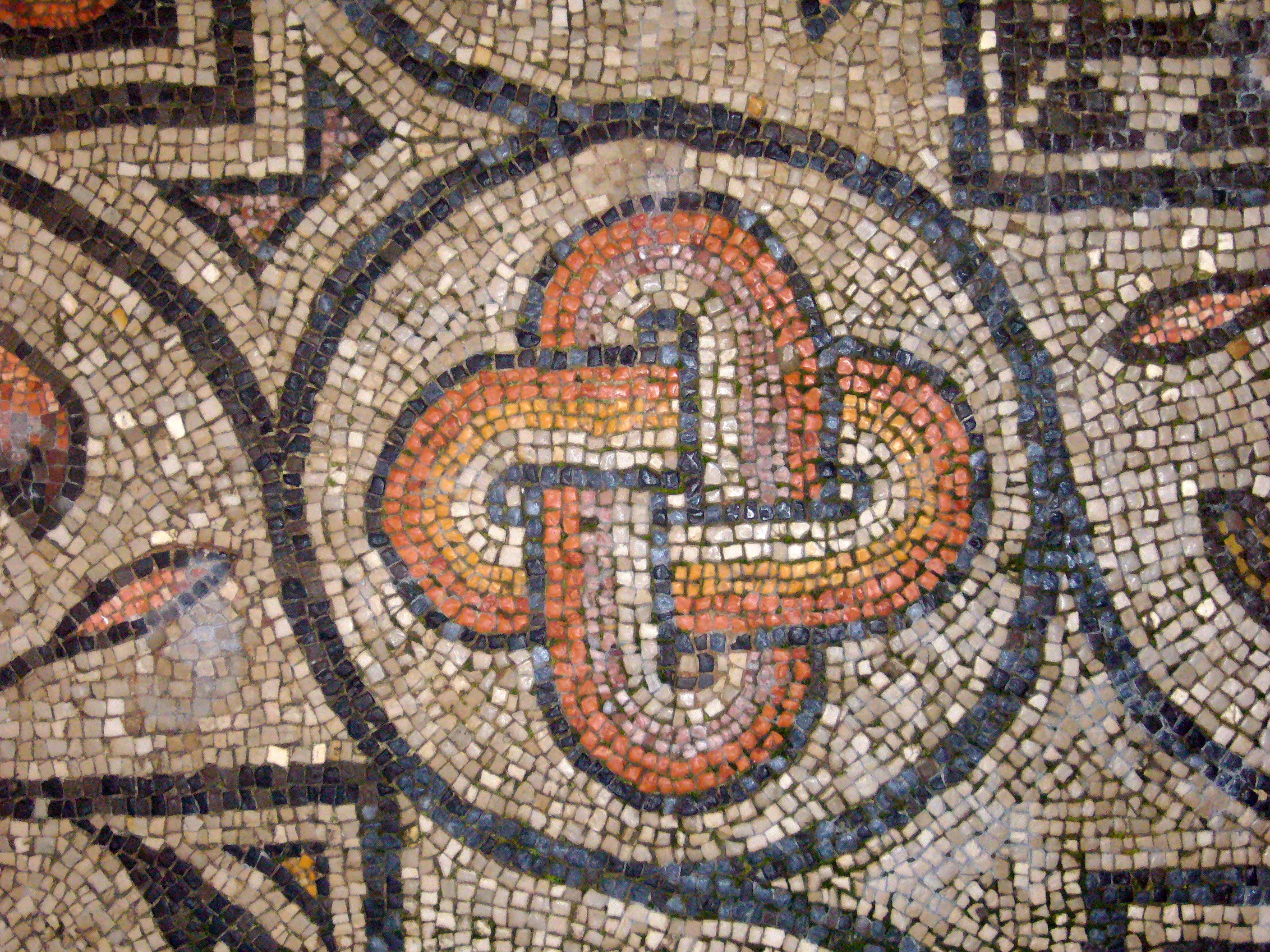
Nœud de Salomon, mosaïque de la Basilique patriarcale d'Aquilée
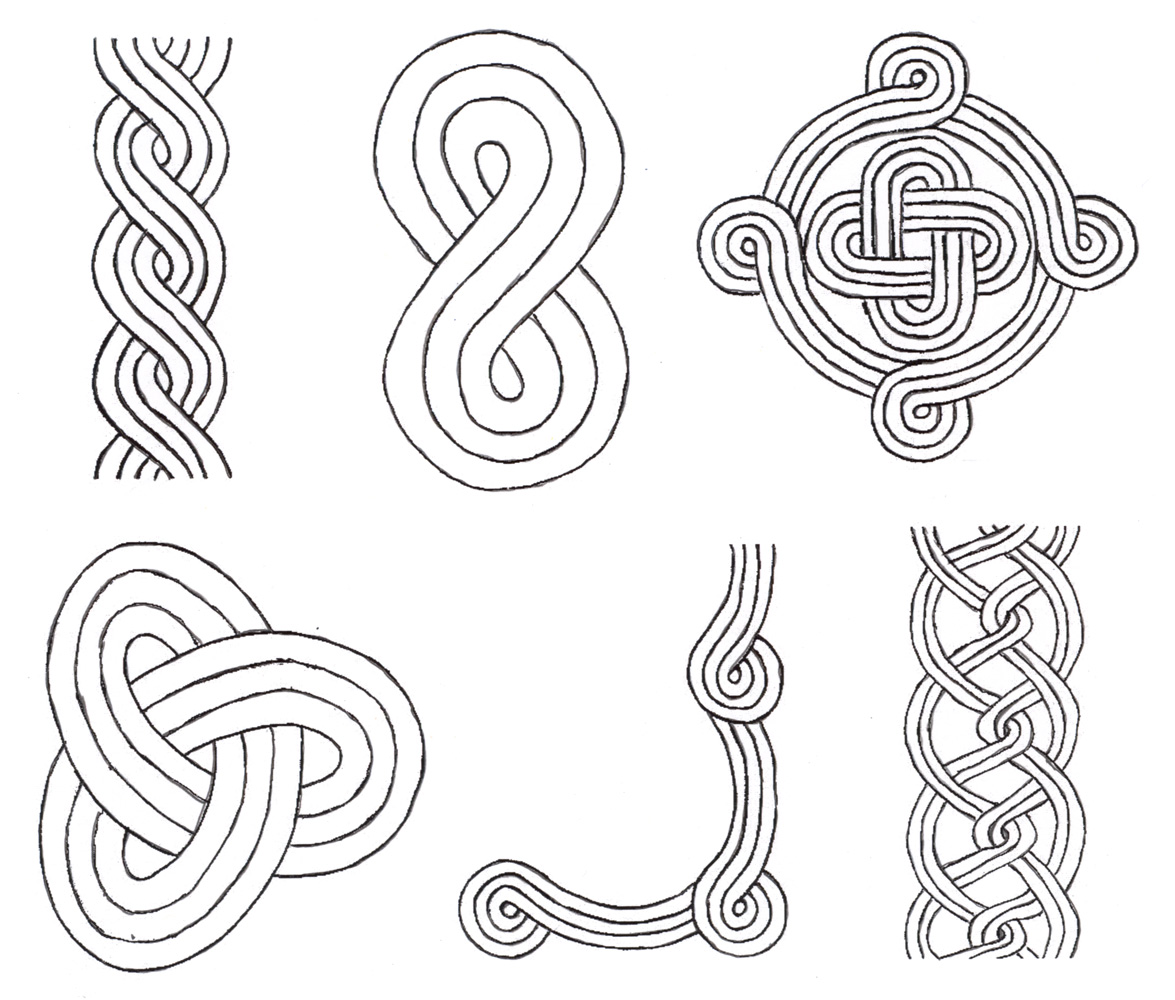
Motifs croates.
Drapeau de la FIAV.
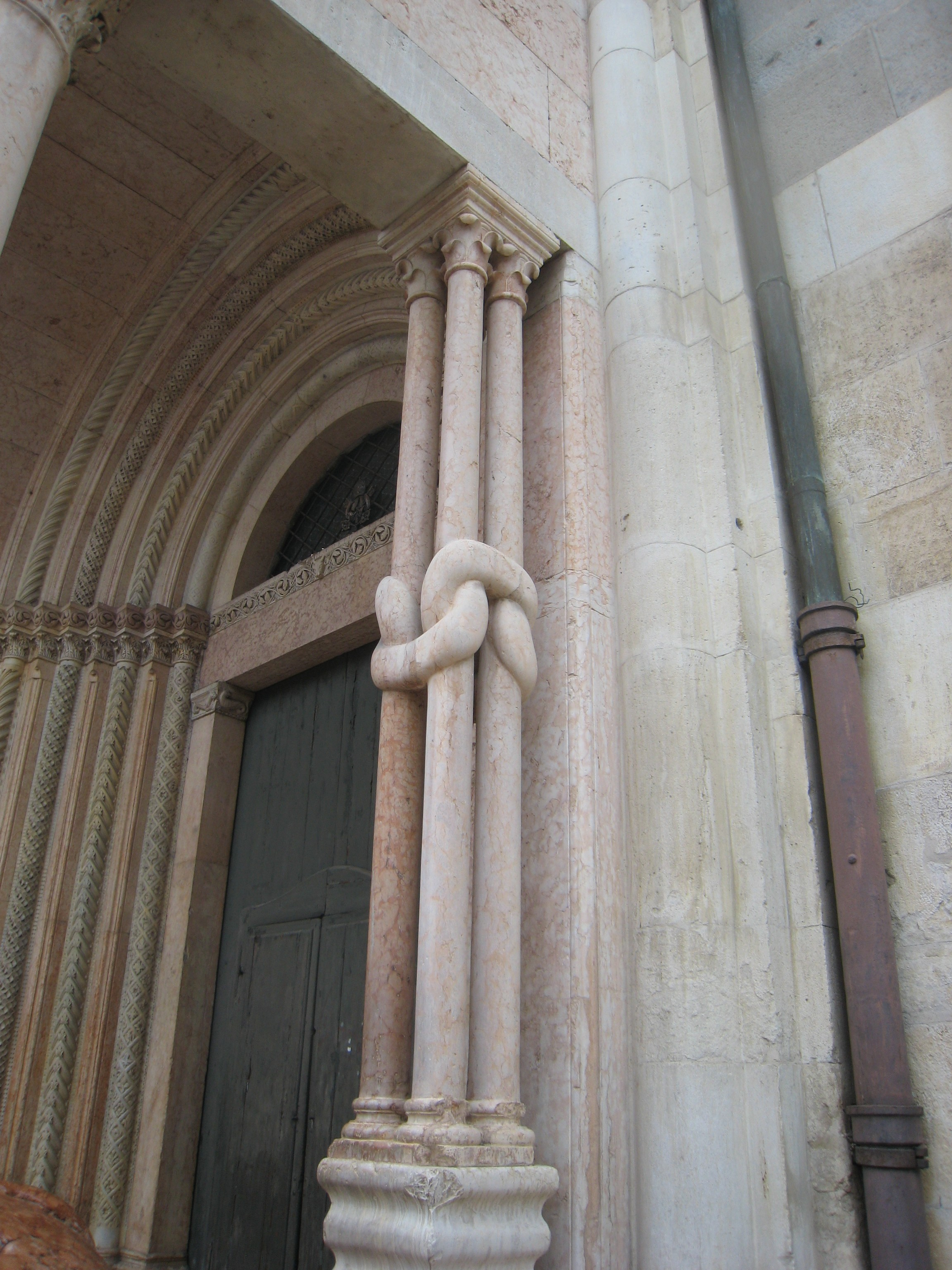
Colonnes.